# Władysław Starewicz
Władysław Starewicz (in russo Владислав Александрович Старевич?, Vladislav Aleksandrovič Starevič; Mosca, 6 agosto 1882 – Fontenay-sous-Bois, 26 febbraio 1965) è stato un animatore e regista russo.

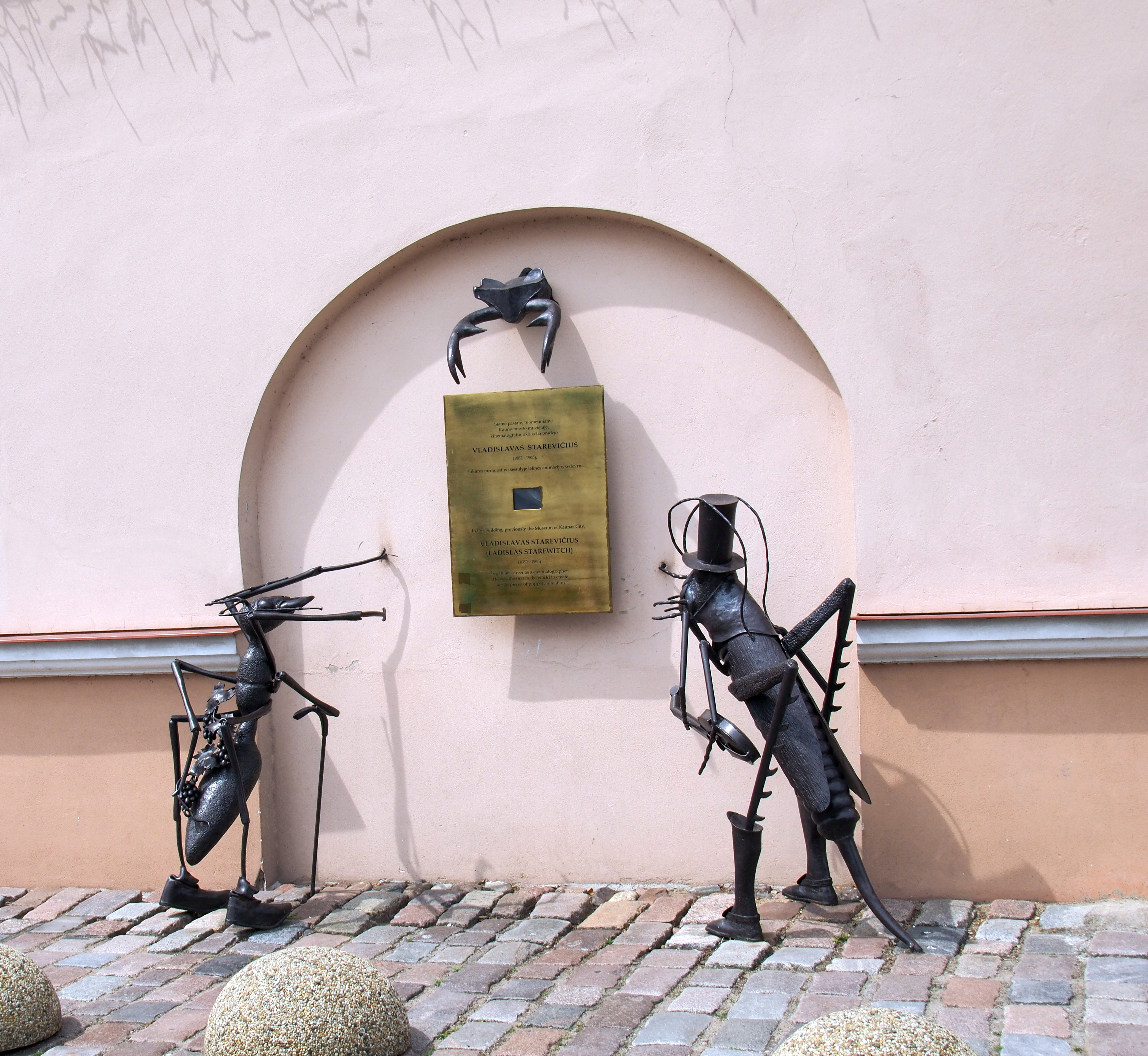
Memorial in onore di Władysław Starewicz a Kaunas, Lituania

Considerato uno dei padri del cinema russo e pioniere dell'animazione in stop motion, si trasferì nel 1919 in Francia, assumendo la cittadinanza francese con il nome di Ladislas Starevich.

## Biografia
Władysław Starewicz, nato a Mosca da genitori polacchi, fu educato dalla nonna a Kaunas e frequentò il ginnasio a Dorpat (oggi Tartu in Estonia).
Starewicz aveva interessi in settori diversi. Nel 1910 fu direttore del Museo di Storia Naturale di Kovno in Lituania e fece quattro brevi documentari in live-action per il museo. Starewicz sposò Anna Zimmerman il 25 novembre 1906 da cui ebbe due figlie, Irene e Jeannie (Nina Star), che divennero sue collaboratrici e anche attrici.

### L'animazione
Starewicz fu ispirato e introdotto all'animazione da una visione di Les animées allumettes (1908) di Émile Cohl. Dopo aver visto il film, decise di ricreare la lotta di due coleotteri attraverso l'animazione in stop motion: sostituendo le gambe dei coleotteri con filo, fissato con ceralacca, fu in grado di creare burattini di insetti articolati e il risultato fu il cortometraggio Lucanus Cervus (1910), il primo film d'animazione di marionette. Il film è però andato perduto.
Nel 1911 Starewicz tornò a Mosca dove entrò nell'azienda di Aleksandr Chanžonkov. In questo periodo girò circa 24 film, la maggior parte dei quali erano animazioni di burattini costruiti utilizzando insetti morti. Uno di questi cortometraggi, La bellissima Ljukanida (Prekasnaja Ljukanida, 1912), guadagnò fama internazionale (un critico britannico pensò che i protagonisti fossero insetti vivi addestrati), mentre Strekoza i muravej (1913) valse a Starewicz la decorazione dello zar.
Il film più famoso di questo periodo fu Mest kinematograficheskogo operatora, in Italia La vendetta del cameraman, del 1912, che vinse la medaglia d'oro al Festival internazionale di Milano nel 1914. Particolarmente degno di nota è il mediometraggio (1.115 metri) La notte prima di Natale (Noč pered Roždestvom, uscito il 26 dicembre 1913), un adattamento della storia di Nikolaj Gogol' con lo stesso nome, che combina film in live action con stop motion.
Durante la prima guerra mondiale, Starewicz lavorò per diverse case di produzione, dirigendo circa 60 film in live-action. Dopo la Rivoluzione d'ottobre, la comunità cinematografica in gran parte si schierò con l'Armata Bianca e Starewicz si trasferì a Jalta sul Mar Nero. Successivamente Starewicz e la sua famiglia fuggirono fermandosi in Italia per un breve periodo prima di arrivare a Parigi, dove creò una società con i resti del vecchio studio di Georges Méliès. In questo periodo Władysław Starewicz cambiò il suo nome in Ladislas Starevich, più facile da pronunciare in francese. Ha fatto un film d'animazione per questo studio, Lo spaventapasseri (Bugalo, 1921).

### Periodo francese
Volendo rimanere indipendente, Starevich si trasferisce a Fontenay-sous-Bois e inizia una serie di film di marionette che sarebbe durata per il resto della sua vita. In questi film è stato assistito dalla moglie e poi da sua figlia Irina (che aveva cambiato il suo nome in Irène). Il primo di questi film è Frogland (1922).
Nel corso degli anni a Fontenay-sous-Bois, gli Starevich hanno realizzato circa una ventina di film. Tra i suoi migliori lavori c'è sicuramente Una volpe a corte (titolo originale: Le Roman de Renard, Reinicke Fuchs in tedesco), che è anche il suo primo lungometraggio d'animazione. Sebbene la maggior parte della produzione si è svolta a Parigi dal 1929 al 1931, è stato pubblicato a Berlino nel 1937 e in Francia nel 1941. È il terzo lungometraggio d'animazione sonoro, dopo Peludópolis (1931) di Quirino Cristiani e The New Gulliver (1935) dell'ucraino Aleksandr Ptuško, che combina la recitazione di un attore all'animazione dei pupazzi.
Vladislav Starevich è morto il 28 febbraio del 1965, durante la lavorazione di Comme chien et chat. Il film è stato lasciato incompiuto in segno di rispetto. Fu uno dei pochi animatori europei ad essere noto in America prima del 1960.

## Tecnica
Si possono distinguere due periodi nei lavori di Starevich: il periodo pionieristico russo, in cui usa degli insetti morti "modificati" per essere mossi a passo uno davanti alla macchina da presa e in cui i suoi film sono un po' cupi (caratteristica tipica della scuola polacca); e il periodo francese, in cui comincia ad usare dei pupazzi snodabili e in cui l'ambientazione è più allegra, anche se alcuni dei suoi film recano un messaggio di protesta politico come ad esempio in Frogland. Starevich ha introdotto il suono e il colore nei suoi film di marionette non appena furono disponibili. La maggior parte dei suoi film più affascinanti sono sotto i 15 minuti, e sono tecnicamente sorprendenti anche per gli standard odierni.

## Filmografia

### Filmografia (con descrizione)
Quando era direttore del museo fece alcuni film in live action (ufficialmente 4); per il quinto film, Starewicz voleva documentare la battaglia d'amore di due coleotteri ma durante la lavorazione scoprì che gli insetti si bloccavano ogni volta che l'illuminazione scenica veniva accesa o peggio morivano per il calore prodotto dalle luci, così come soluzione usò gli animali morti (imbalsamati a cui venivano incollate arti di fil di ferro artificiali semovibili) come pupazzi articolati e creò quello che divenne da allora la sua prima occupazione: fare film con le marionette. come usava lui stesso ripetere, la lavorazione dei suoi film era artigianale e lui e la sua famiglia si occupavano della produzione del film dall'inizio alla fine. 
Di seguito sono elencati i suoi lavori più significativi e famosi:
| Titolo                                                                               | Note |
| ------------------------------------------------------------------------------------ | --- |
| Nad Niemnem (1909) - Beyond the River Nemunas                                        | il suo primo film ufficiale - live action (perduto) |
| Lucanus Cervus (1910)                                                                | il suo primo film in stop motion (durata circa 30 s, perduto) e forse il primo film d'animazione interamente in stop motion e sicuramente il primo film interamente in stop motion con una "trama"; è conosciuto anche come La lotta dei cervi volanti |
| Prekrasnaja Ljukanida (1912) - The beautiful Leukanida                               | è considerato l'evoluzione di Lucanus Cervus (1910); in molte biografie viene indicato con lo stesso titolo di The beautiful Leukanida anche Lucanus Cervus, con il medesimo anno di produzione, cioè il 1910; forse il 1912 è un'altra data di pubblicazione fuori dai confini nazionali o probabilmente è lo stesso film e il titolo diverso è dovuto alla ri-pubblicazione o a un'evoluzione o alla traduzione nelle varie lingue.                                                             |
| La vendetta del cineoperatore (1912) - The Cameraman's Revenge                       | il suo primo successo internazionale |
| Strekoza i muravej (La cicala e la formica)                                          | Starewicz fece un altro film con lo stesso titolo nel 1927, La Cigale et la Fourmi (1927) - The Ant and the Grasshopper, la differenza nella traduzione del titolo dalla favola di Esopo dall'adattamento di Ivan Andreevič Krylov da cui è tratto il film, tradotto letteralmente dal titolo russo significa La libellula e la formica, mentre nella traduzione inglese si usa la cavalletta (grasshoper) perché nei paesi anglosassoni la favola è conosciuta universalmente con questo titolo. |
| Noč' pered Roždestvom (1913) - The Night Before Christmas (La notte prima di Natale) | film che abbina live action con la stop motion |
| Vij (1916)                                                                           | |
| Dans les griffes de l'araignee (1920) - In The Claws of the Spider                   | il suo primo film prodotto in Francia |
| L'epouvantail (1921) - The Scarecrow (Lo spaventapasseri)                            | film prodotto nel suo studio di Parigi (ex studio di Georges Méliès) |
| Les grenouilles qui demandent un roi (1922) - Frogland                               | film con un messaggio politico |
| Fetiche Mascotte (1933) - The Mascot                                                 | film in stop motion con sequenze in live action (la serie con il pupazzo Fétiche, 1933-37) |
| Le Roman de Renard (1930–1939) - The Tale of the Fox (Una volpe a corte)             | suo primo lungometraggio interamente in stop motion |
| Comme Chien et Chat (1965) - Like Dog and Cat                                        | ultimo film - incompiuto |

### Filmografia[10]lista completa (titoli in francese)
- 1909
  - Au-delà du Niemen
  - La Vie de la libellule
  - Les Scarabées
- 1910

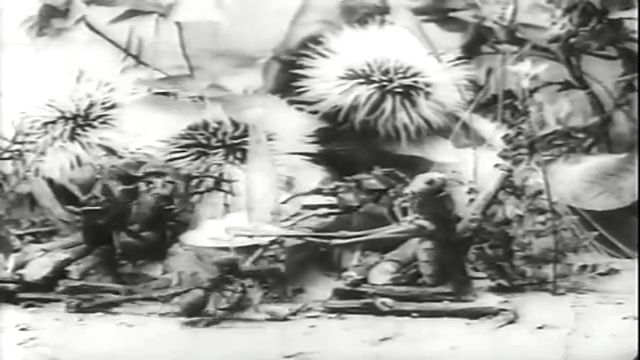
Fotogramma da Strekoza i mouravieï (The Ant and the Grasshopper) 1911

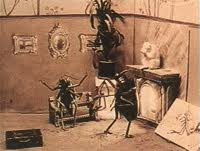
Fotogramma da La vendetta del cameraman - Miest Kinomatograficheskovo Operatora (1911-1912?)

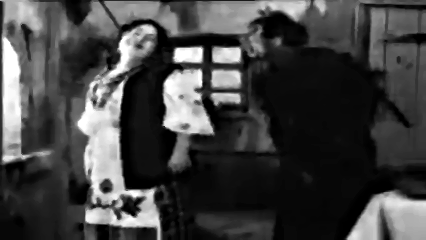
Fotogramma da Noch pered Rozhdestvom (The Night Before Christmas) 1913

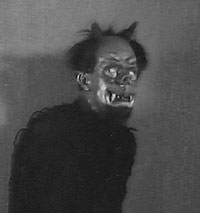
Ivan Mozžuchin nei panni del demone in The Night Before Christmas 1913

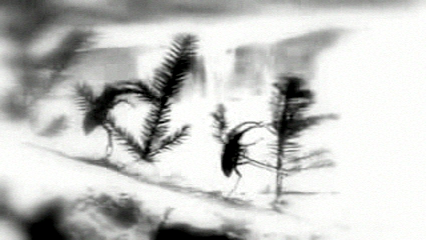
Fotogramma da Rozhdestvo obitateley lesa (The Insects' Christmas) 1913

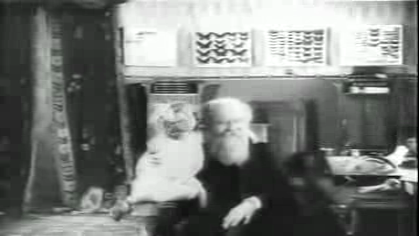
Fotogramma Liliya Bel'gii (Le lys de Belgique - La souffrance et la résurrection de la Belgique) 1915

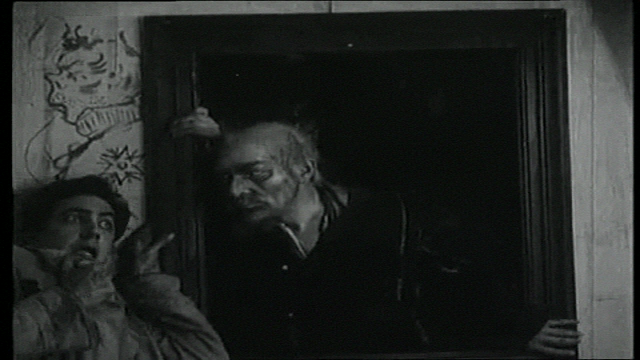
Портрет Гоголь (The Portrait) 1915

  - La Belle Lucanide (Prekrasnaïa Leoukanidia)
  - La Lutte des cerfs-volants
  - La Guerre sanglante entre les cornus et les moustachus
- 1911
  - La Vengeance du ciné-opérateur (Mest kinematograficheskogo operatora)[7]
  - Le Noël des insectes (Rozhdestvo obitateley lesa) (1913?)[12]
- 1912
  - La Terrible Vengeance (Strachnaïa mest)
  - Scènes amusantes de la vie des insectes
  - Un voyage sur la lune
- 1913: La Nuit de Noël (film) (Noč' pered Roždestvom)
- La Cigale et la Fourmi[13][14] (Strekoza i mouravieï)[15]
- 1914
  - La Fille des neiges (Sniegourotchka)
  - La Petite Maison de Kolomna (Domik v Kolomne) (direttore della fotografia) (1913)
- Ruslan i Ljudmila (Руслан и Людмила) (1914)
- Le Fils adoptif de Mars (Passynok Marsa) (1914)
- 1915
  - Portret
  - Le Lys de Belgique
- 1917
  - Sachka le jockey
  - Le Pouvoir populaire
- 1918: Cagliostro
- 1919: Stella Maris
- 1921
  - Dans les griffes de l'araignée, sortie en 1924
  - Le Mariage de Babylas
  - L'Épouvantail
- 1922: Les Grenouilles qui demandent un roi
- 1923
  - La Voix du rossignol
  - Amour en noir et blanc
- 1924: La Petite chanteuse des rues
- 1925: Les Yeux du dragon
- 1926: Le Rat des villes et le Rat des champs
- 1927
  - La Cigale et la fourmi, remake du film de 1911
  - La Reine des papillons
- 1928:L'Horloge magique
- 1929 La Petite parade
- 1932
  - Le Lion devenu vieux
  - Le Lion et le Moucheron
  - L'Amour en noir et blanc
- 1933: Fétiche mascotte
- 1934: Fétiche prestidigitateur
- 1935: Fétiche se marie
- 1936: Fétiche en voyage de noces
- 1937
  - Fétiche chez les sirènes
  - Le Roman de Renard
- 1947: Zanzabelle à Paris
- 1949: Fleur de fougère
- 1953: Gazouilly petit oiseau
- 1954: Gueule de bois
- 1955: Un dimanche de Gazouilly
- 1956: Un nez au vent
- 1958: Carrousel Boréal
- 1965: Comme chien et chat